# Зенит-14

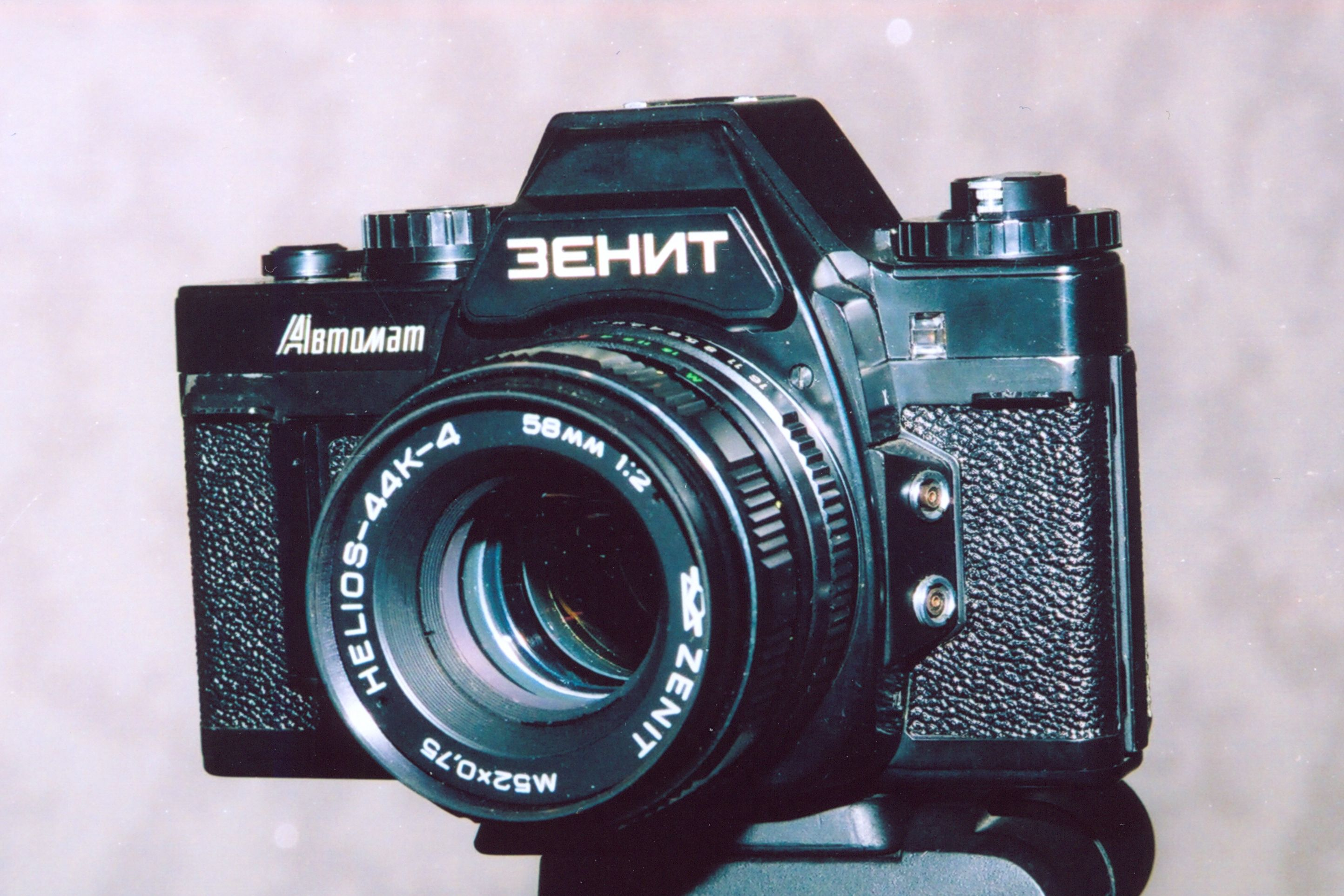
«Зенит-Автомат»

«Зени́т-14» — малоформатный однообъективный зеркальный фотоаппарат семейства «Зенит», выпускавшийся на Красногорском механическом заводе с 1987 до 1990 года. Упрощённая модификация камеры «Зенит-Автомат», оснащённая полуавтоматом экспозиции вместо автоматики с приоритетом диафрагмы. По разным данным выпущено от 150 до 500 экземпляров.
В 1977 году названия «Зенит-14» и «Зенит-14А» присваивались перспективным разработкам БелОМО в рамках семейства «Зенит-E-TL». Выпущено 200 экземпляров «Зенит-14», но до серийного производства эти камеры не дошли.

## Технические характеристики
- Тип применяемого фотоматериала — 35-мм перфорированная фото- или киноплёнка шириной 35 мм (фотоплёнка типа 135) в стандартных кассетах. Размер кадра — 24×36 мм.
- Корпус — литой из алюминиевого сплава, с открывающейся задней стенкой, скрытый замок.
- Курковый взвод затвора и перемотки плёнки. Курок имеет два положения — транспортное и рабочее. Обратная перемотка рулеточного типа. Счётчик кадров самосбрасывающийся при открывании задней стенки.
- Фокальный затвор с горизонтальным движением матерчатых шторок и электронным управлением. Выдержки затвора — от 1 до 1/1000 с и «B».
- Выдержка синхронизации с электронной фотовспышкой — 1/60 с.
- Центральный синхроконтакт и кабельный синхроконтакт «Х».
- Тип крепления объектива — байонет К.
- Штатный объектив (с «прыгающей» диафрагмой) «Гелиос-44К-4» 2/58 или «Гелиос-77K-4» 2/50.
- Репетир диафрагмы.
- «Зенит-14» комплектовался адаптером для крепления объективов с резьбовым соединением М42×1/45,5.
- Фокусировочный экран — линза Френеля с матовым кольцом и микрорастром, клинья Додена в центре. Недокументированная функция — возможность замены фокусировочного экрана (сменные экраны не выпускались). Поле зрения видоискателя 23×35 мм.
- «Зенит-14» — автомат с полуавтоматической установкой экспозиции. TTL-экспонометрическое устройство (заобъективная экспонометрия) с сернисто-кадмиевыми (CdS) фоторезисторами. При установленной светочувствительности фотоплёнки и выдержке диафрагма подбирается с помощью светодиодных индикаторов в поле зрения видоискателя. При применении светофильтров автоматически вносятся поправки на их плотность.
- Диапазон светочувствительности фотоплёнки 25—1600 ед. ГОСТ.
- Источник питания фотоаппарата — четыре элемента РЦ-53 (РХ-625) или батарея РХ-28 (6 вольт). Аппарат комплектовался выносным батарейным блоком питания (работа при низкой температуре окружающей среды).
- Электрический разъём дистанционного спуска затвора.
- Электронный автоспуск со светодиодной индикацией.
- На фотоаппарате установлено центральное штативное гнездо с резьбой 1/4 дюйма.